# Las Colmenas, Hidalgo
Las Colmenas är en ort i Mexiko.   Den ligger i kommunen Tulancingo de Bravo och delstaten Hidalgo, i den sydöstra delen av landet, 120 km nordost om huvudstaden Mexico City. Las Colmenas ligger 2 166 meter över havet och antalet invånare är 205.
Terrängen runt Las Colmenas är kuperad åt sydost, men åt nordväst är den platt. Runt Las Colmenas är det tätbefolkat, med 530 invånare per kvadratkilometer. Närmaste större samhälle är Tulancingo, 15,1 km sydväst om Las Colmenas. Omgivningarna runt Las Colmenas är en mosaik av jordbruksmark och naturlig växtlighet.